# مارسين سابا
مارسين سابا (بالبولندية: Marcin Sapa)‏ ولد بتاريخ 10 فبراير 1976 في كونين، هو دراج بولندي في صنف سباق الدراجات على الطريق.

## روابط خارجية
- مارسين سابا على موقع الاتحاد الدولي للدراجات (الإنجليزية)
- مارسين سابا على موقع أرشيف الدراجات (الإنجليزية)
- مارسين سابا على موقع إحصائيات الدراجات الإحترافية (الإنجليزية)
- مارسين سابا على موقع نسبة الدراجات (الإنجليزية)